# Голубянка эвмед
Голубянка эвмед ( лат. Eumedonia eumedon ) — вид бабочек из семейства голубянки.

## Этимология названия
Эвмед (греческая мифология) — троянец, отец Долона, лазутчика, который славился быстротой бега.

## Описание
Длина переднего крыла 11—17 мм.

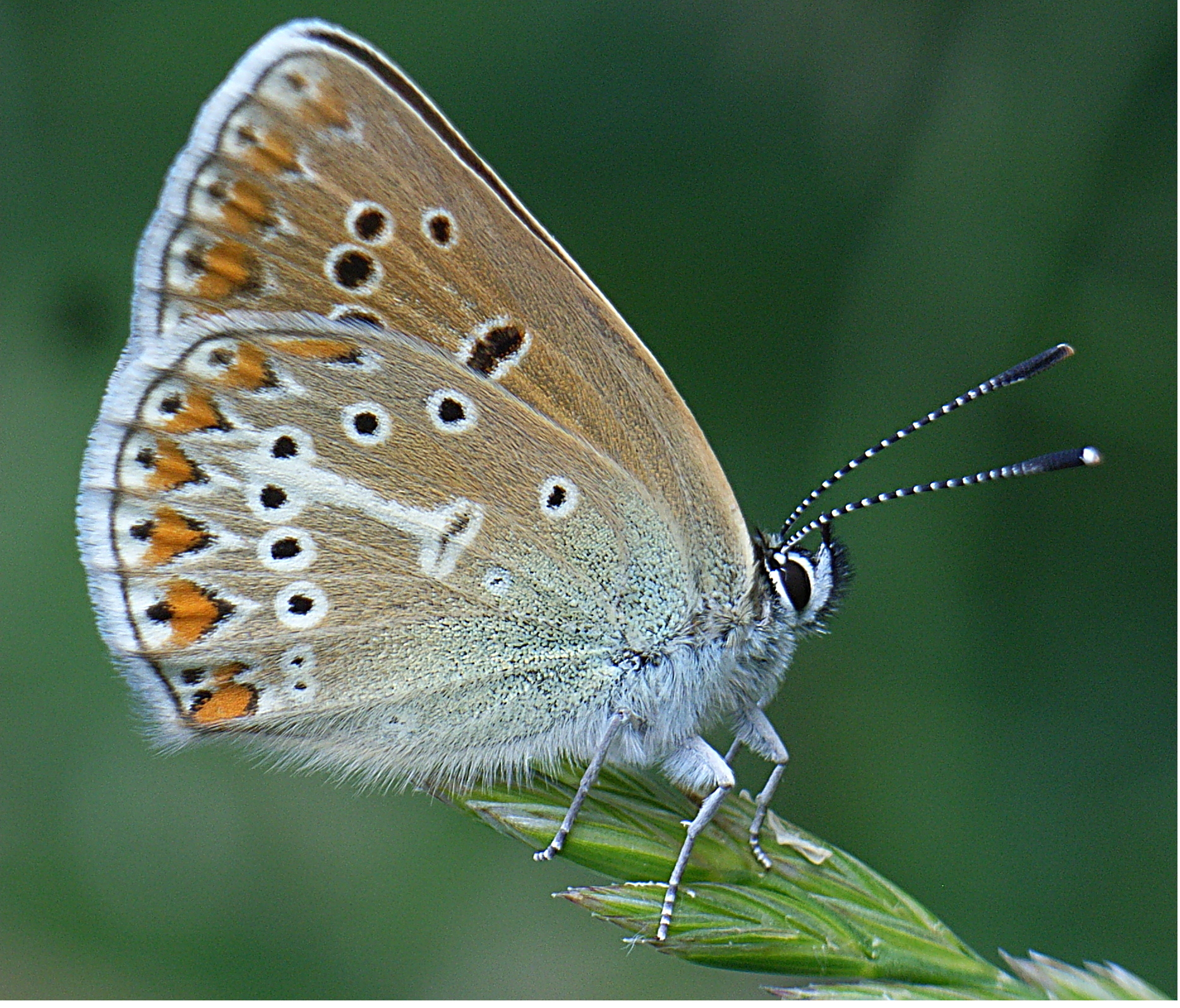
Нижняя сторона крыльев

Наряду с типичными формами окраски, которые характеризуются развитым штрихом на нижней стороне задних крыльев, местами на территории ареала весьма часто встречается форма fylgia, которая не имеет этого штриха, а также переходные формы с недоразвитым штрихом.

## Ареал и местообитание
Внетропическая Евразия. Широко распространен в лесной, лесостепной зонах и в горах Восточной Европы. В Литве редок и локален. Повсеместно встречается в Польше и Беларуси. Довольно обычен на территории Словакии, Венгрии и Румынии. На Украине встречается в лесной и лесостепной зонах, а также в Горном Крыму. На Кавказе вид обычен, обитает в горах на западе Краснодарского края, Адыгее, на Центральном и Восточном Кавказе. В Предкавказье обитает на юге Ставропольского края. В российской части ареала вид отсутствует севернее подзоны северной тайги, в степном Предкавказье, на территории зоны сухих степей (полупустынь) и пустынь юго-востока. В степной зоне существуют локальные популяции, связаны с долинными лугами около крупных рек.
Обитает на полянах и опушках влажных лиственных лесов, заболоченных лугах в речных поймах, на торфяных болотах, по берегам ручьев. Бабочки предпочитают затененные места. В степи изредка может встречаться по балкам и холмистым участкам, часто с меловыми выходами.

## Биология
Развивается в одном поколении за год. Время лёта — с середины июня до середины июля. В жаркие годы на юге Восточной Европы может отмечаться развитие второго поколения, бабочки которого летают с начала августа по сентябрь. Самки откладывают яйца по одному. Стадия яйца длится около одной недели. Кормовые растения гусениц — различные виды герани. После выхода из яиц гусеницы сперва живут в цветках и плодах кормовых растений. После первой линьки начинают питаться уже листьями. Гусеницы — мирмекофилы — посещаются муравьями: Lasius alienus, Myrmica sp., Tapinoma sp. Зимуют гусеницы. Окукливаются в траве у поверхности почвы. Стадия куколки длится 2—4 недели.